# Louisiana State University

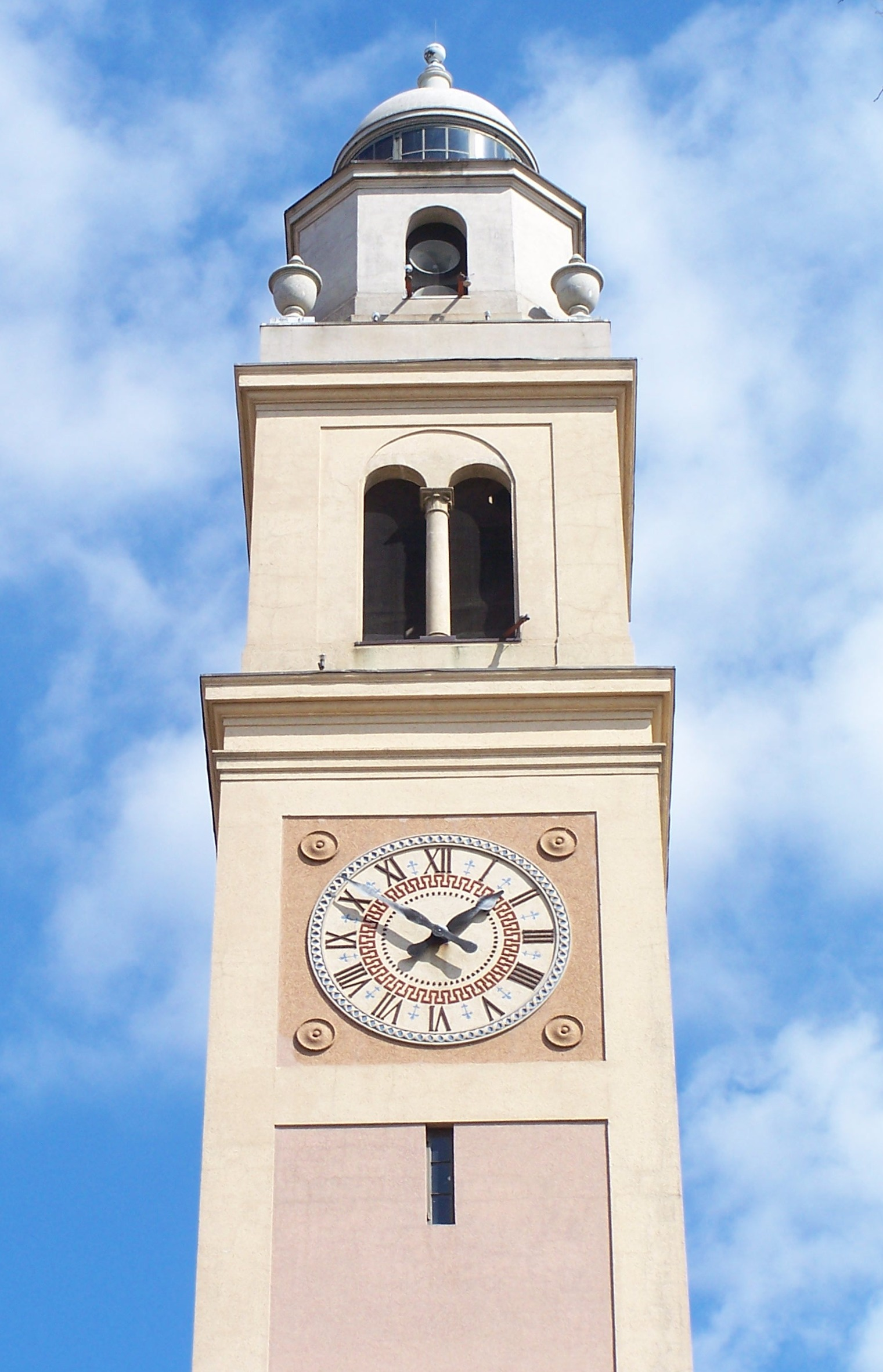
Memorial Tower

Louisiana State University and Agricultural and Mechanical College, oftast kallat Louisiana State University eller LSU, är ett delstatligt forskningsuniversitet i Baton Rouge i den amerikanska delstaten Louisiana.
Institutionen öppnade sina dörrar den 2 januari 1860 i Rapides Parish som Seminary of Learning of the State of Louisiana. I mars 1860 skedde det första namnbytet till Louisiana State Seminary of Learning & Military Academy (le Lycée Scientifique et Militaire de l'État de la Louisiane). Under amerikanska inbördeskriget stängdes dörrarna år 1861 och öppnades på nytt följande år. Campusområdet flyttades år 1869 till Baton Rouge och i mars 1870 togs namnet Louisiana State University (l'Université de l'État de la Louisiane) i bruk. Det nuvarande långa namnet togs i bruk år 1877 efter sammanslagningen av LSU och Louisiana A&M College.

## Idrott
Universitet tävlar med 21 universitetslag i olika idrotter via deras idrottsförening LSU Tigers/Lady Tigers.